# فلورا سيبيكي
فلورا سيبيكي (بالمجرية: Sipeki Flóra)‏ مواليد 4 أبريل 1991 في بودابست، هي لاعبة كرة يد مجرية تلعب كحارس مرمى. حصلت مع فريقها على المركز الثاني في كأس المجر سنة 2012.